# Alicia (género)
Alicia es un género de plantas con flores con dos especies perteneciente a la familia Malpighiaceae. Son naturales de Sudamérica.

## Descripción
Son enredaderas leñosas. Tienen en la lámina de la hoja, de pocas a muchas pequeñas glándulas que se encuentran en la superficie abaxial en una fila paralela. Las inflorescencias se producen en forma de  panículas terminales y laterales. Los pétalos son blancos , blanco y rosa , rosa o lila, espatulados. El fruto es una samara.

## Taxonomía
El género fue descrito por William Russell Anderson y publicado en Novon 16(2): 174-176, f. 3 en el año 2006.
Citología
El número de cromosomas: informaron n = 30 y 2n = 60 en A. anisopetala (como Mascagnia anisopetala).
Etimología
El género fue nombrado en honor de la botánica argentina, Alicia Lourteig.

## Especies
- Alicia anisopetala (A.Juss.) W.R.Anderson
- Alicia macrodisca (Triana & Planch.) W.R.Anderson